# 세르게이 브리즈갈로프
세르게이 블라디미로비치 브리즈갈로프(러시아어: Сергей Владимирович Брызгалов, 1992년 11월 15일 ~, 파블로보나오케)는 러시아의 축구 선수이다. 현재 러시아 프리미어리그의 FC 파켈 보로네시 소속으로, 포지션은 센터백이다.